# Peter Rindisbacher

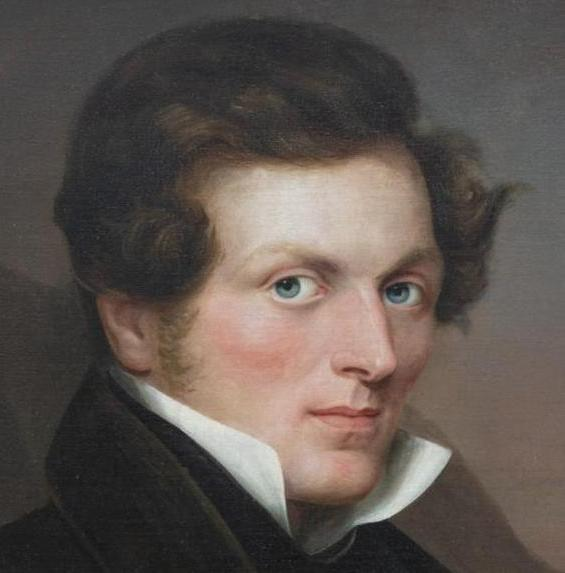
Portrait Peter Rindisbachers

Peter Rindisbacher (* 12. April 1806 in Eggiwil; † 12. August 1834 in St. Louis, Missouri) war ein Schweizer Aquarellist und Zeichner.

## Leben
Peter Rindisbacher, drittes Kind von Peter und Anna-Barbara Rindisbacher, verbrachte Kindheit und Jugend auf dem Bauernhof Luchsmattli in Eggiwil. Schon zu dieser Zeit zeichnete er gern und oft. 1818 zog die Familie nach Wichtrach im Aaretal um, 1820 nach Münsingen. Rindisbacher erhielt eine erste kurze Ausbildung im Malen, als er den Berner Miniaturenmaler Samuel Weibel ins Berner Oberland und ins Tessin begleitete.
1821 wanderte die Familie Rindisbacher in die Kolonie am Red River in der Nähe des späteren Winnipeg aus. Von dieser beschwerlichen Reise stammt eine erste Bilderserie von Peter Rindisbacher, in der er Schiffe, das Eismeer, Menschen (Inuit, Cree) und Tiere präzis wiedergab. In Fort Douglas arbeitete Rindisbacher im Handelsposten der Hudson’s Bay Company.
Seine Bilder, die er daneben zeichnete und malte, stiessen auf grossen Anklang, so dass er mehrere davon verkaufen konnte. Beliebte Sujets wie Jagd- und Kriegsszenen der Indianer malte er in verschiedenen Variationen. 1826 siedelte die Familie nach Gratiots Grove, Wisconsin über. 1829 trennte sich Rindisbacher von der Familie und zog nach St. Louis, Missouri. Er eröffnete ein Malatelier und porträtierte Menschen. Daneben unternahm er Reisen zu Mitgliedern verschiedener Indianerstämme und pflegte freundschaftliche Kontakte zu diesen (Cree, Ojibwa, Assiniboine, Sioux, Sauk und Fox).
In St. Louis erreichte sein Kunstschaffen den Höhepunkt. Rindisbachers Bilder waren gefragt, doch zu Wohlstand kam er trotzdem nicht. Einige davon gelangten nach Europa und wurden dort ohne sein Wissen kopiert und wieder verkauft. 1833 begegnete er anlässlich eines Besuchs in Nordamerika Karl Bodmer und Prinz Maximilian zu Wied-Neuwied; letzterem verkaufte er drei Werke. 1834 starb Rindisbacher überraschend, die Ursache seines Todes ist nicht geklärt.

## Künstlerischer Nachlass
Heute sind 187 Aquarelle und Zeichnungen von Peter Rindisbacher bekannt, Gemälde sind kaum erhalten. Der grösste Teil davon befindet sich in kanadischen oder US-amerikanischen Museen, einiges ist in Privatbesitz. In der Schweiz ist gemäss aktuellem Wissensstand kein Originalbild von Rindisbacher vorhanden.

## Bedeutung und Rezeption
Rindisbacher ist ein Vorläufer der heute bekannteren "Indianermaler" Karl Bodmer und George Catlin. Als erster europäischer Maler stellte Rindisbacher das Leben der weissen Grenzer und der Prärie-Indianer im Mittleren Westen der USA dar. Viele seiner Bilder zeigen Menschen und Landschaften im Genrestil.
Durch Rindisbachers Schilderungen der Lebensweise der Indianer wird deren Entwicklungen deutlich, so z. B. die Jagd der Männer, die zu Beginn noch zu Fuss mit Pfeil und Bogen, später auf Pferden mit den Waffen der Weissen erfolgte. Weitere Szenen sind Verhandlungen im Fort, die Sitte des Skalpierens und der Skalptanz sowie ein Trinkgelage der Indianer. Zudem zeichnete Rindisbacher auf naturgetreue Weise verschiedene Tiere wie Bisons, Bären, Hirsche, Präriewölfe, Grauhörnchen und Wildvögel. Die zahlreichen Variationen von Rindisbachers Bildern lassen seine stilistische Entwicklung deutlich zutage treten. Erinnert das Frühwerk noch an Naive Malerei, nimmt das Spätwerk akademischen Charakter an. Typisch für Rindisbachers Werk sind sein dokumentarischer Wert und eine grosse Detailtreue.
In Kanada und den USA wurde Rindisbachers Œuvre in den 1940er-Jahren bekannt und fand – vor allem als Quelle historischer und ethnographischer Forschung – reges Interesse. In der Schweiz fand sein Werk erst zwanzig Jahre später Anerkennung, die jedoch nicht mit dem Bekanntheitsgrad und der Wertschätzung zu vergleichen ist, die es in Kanada und den USA kennt.

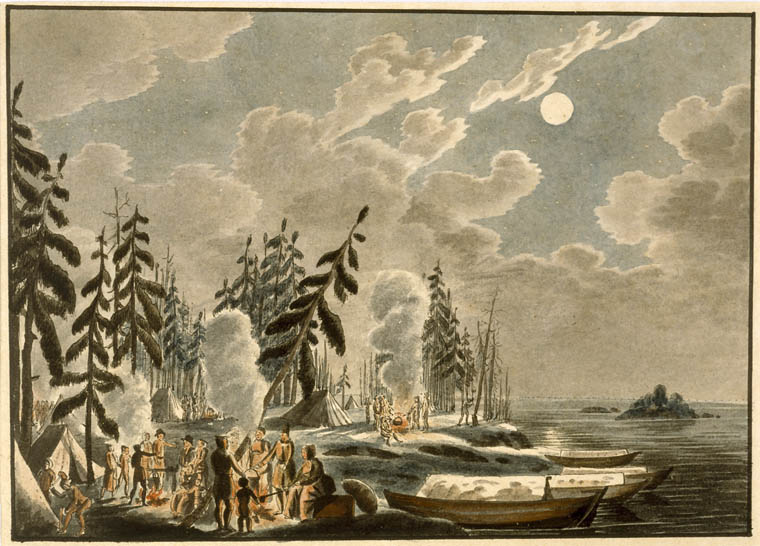
Cold night camp on the inhospitable shores of Lake Winnipeg, 1821
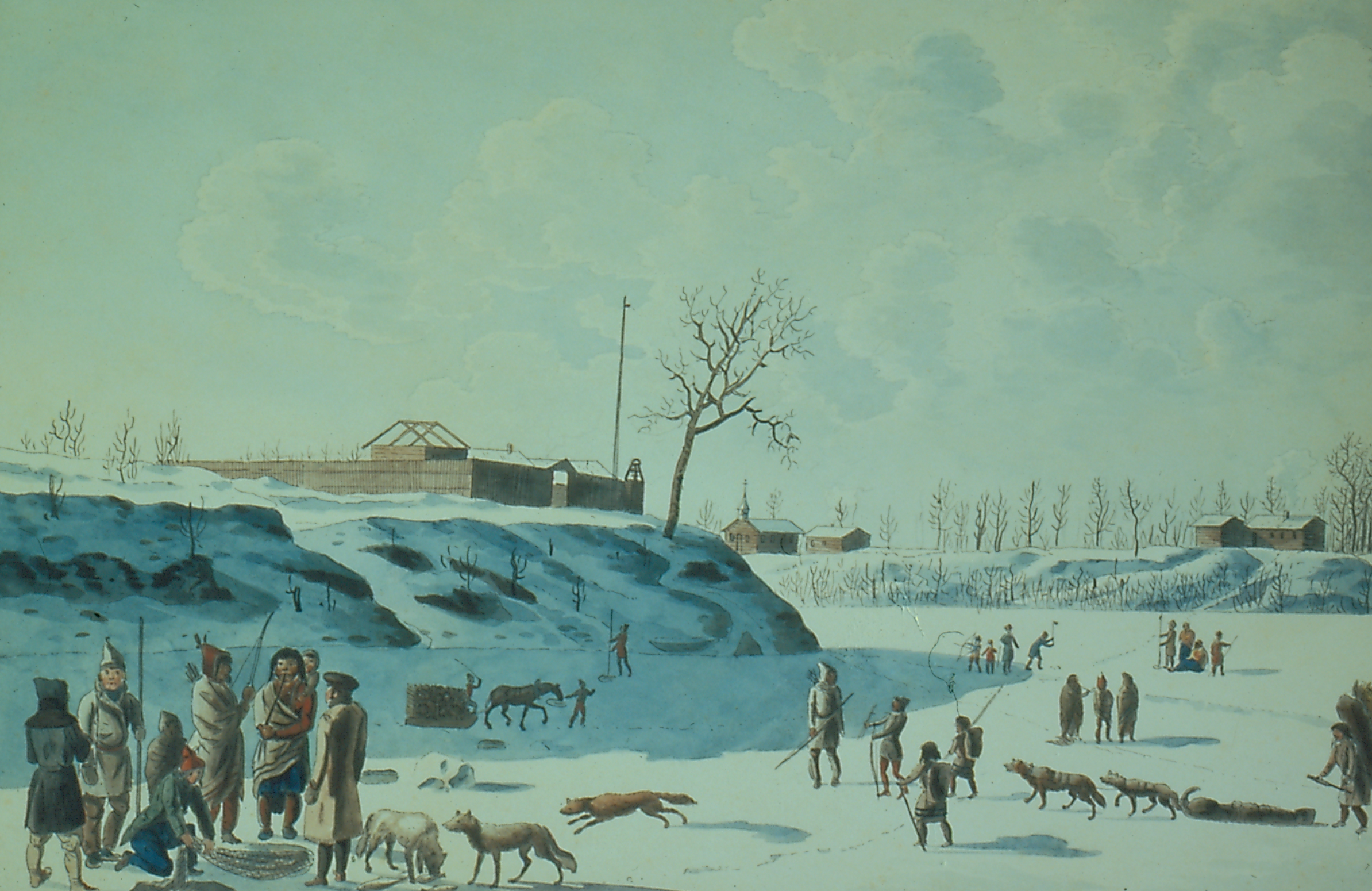
Winter Fishing on the Ice of the Assynoibain and Red River, 1821
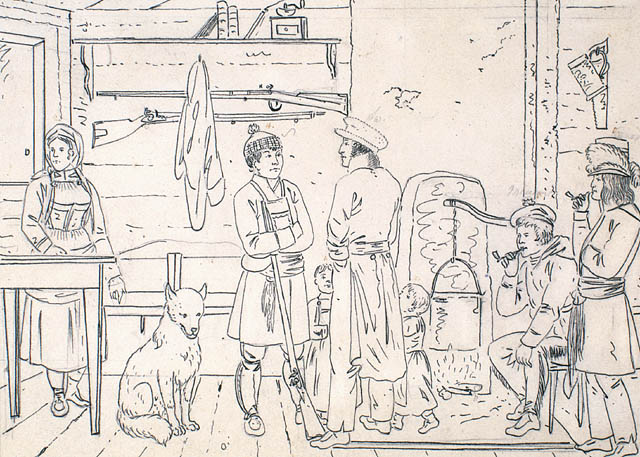
Colonists on the Red River in North America, 1822
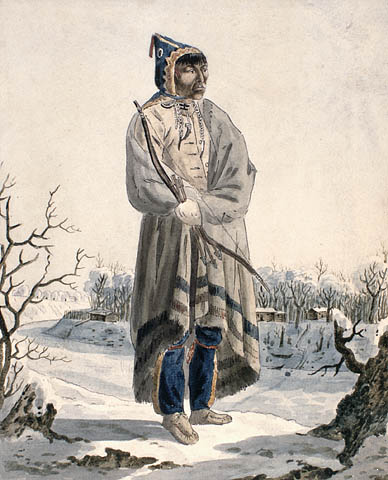
Individual of the Sautaux First Nation, standing in a winter landscape, wearing a winter cape, and holding a bow and arrows, 1822
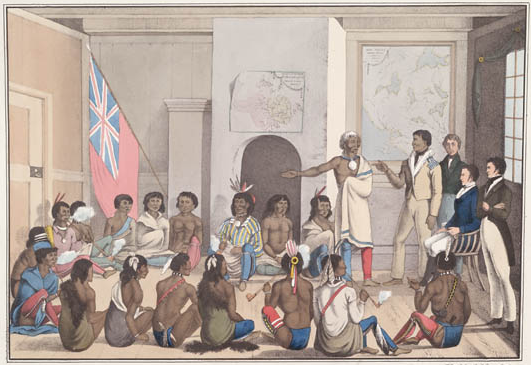
The Red Lake Chief making a speech to the Governor of Red River at Fort Douglas, 1825